# Торайгыр (Павлодарская область)
Торайгыр (каз. Торайғыр) — село в Баянаульском районе Павлодарской области Казахстана. Административный центр Торайгыровского сельского округа, в который также входят сёла Александровка и Кызылшилик. Расположено в северной части Баянаульского национального парка на берегу озера Торайгыр в 190 км к юго-западу от Павлодара и в 30 км к северу от Баянаула. Код КАТО — 553659100.

## История

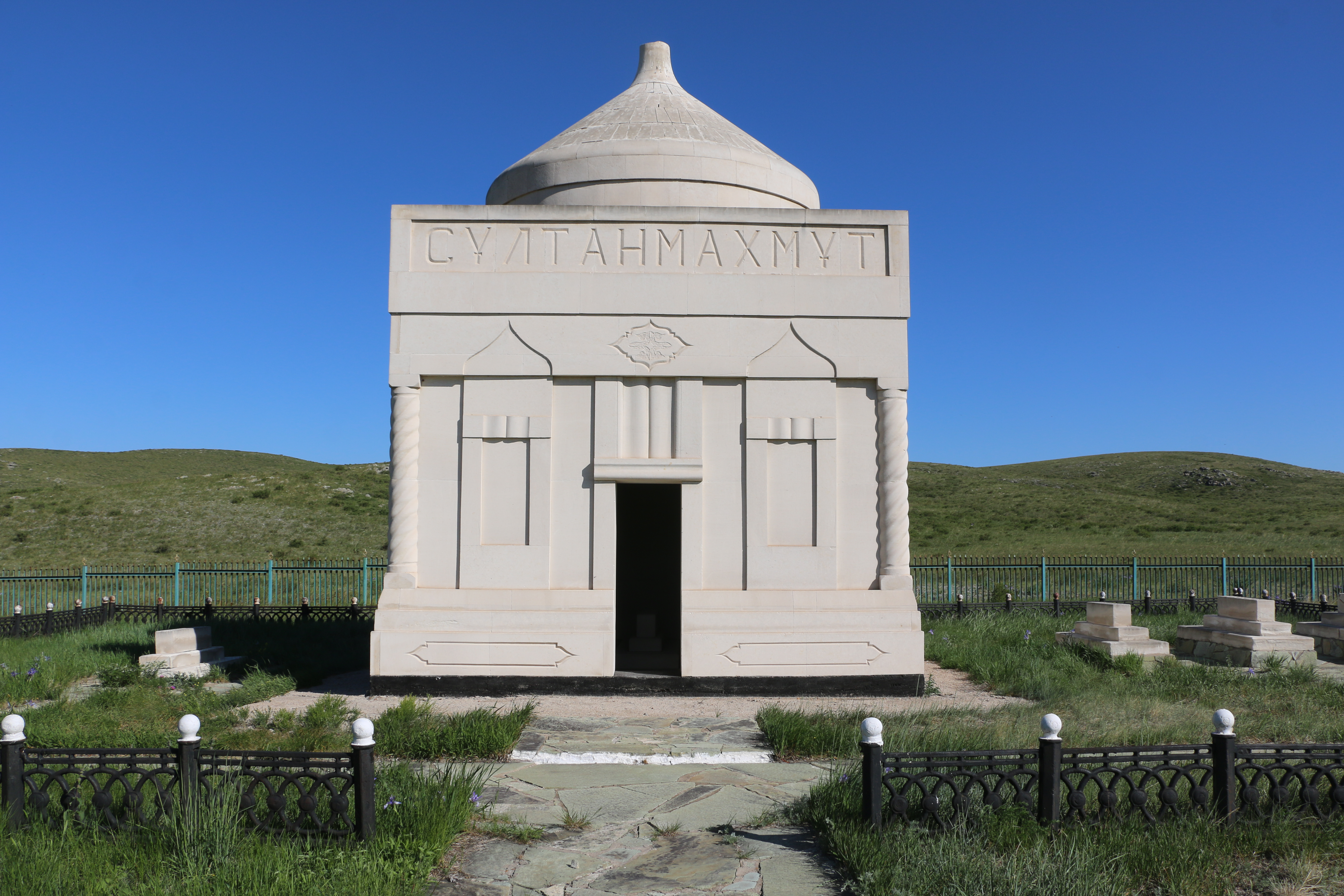
Мавзолей Султанмахмута Торайгырова

В 1907 году на месте села возникла зимовка (кордон) и входила в состав Баянаульской волости Павлодарского уезда Семипалатинской области. Зимовка была названа по озеру Торайгыр. Название — антропоним, имя известного в XVIII—XIX веках бия Торайгыра Едигеулы.
Аул был центральной усадьбой овцеводческого совхоза имени Торайгырова, образованного в 1957 году на базе разукрупнения части земель колхозов Жанажол, Александровка и колхоза имени Ворошилова. Центральная усадьба нового совхоза расположилась в Александровке и он стал называться Александровский с присоединением к нему аулов Кызылшилик и Торайгыр. В 1964 году усадьба совхоза была переведена в Торайгыр, в 1965 году совхоз был переименован в честь поэта Султанмахмута Торайгырова.

## Население
В 1985 году численность населения составляла 987 человек, в 1999 году — 767 человек (395 мужчин и 372 женщины). По данным переписи 2009 года, в селе проживали 632 человека (329 мужчин и 303 женщины).

## Уроженцы
- Оспанов, Хабибулла Кусаинович